# Richard Cresswell

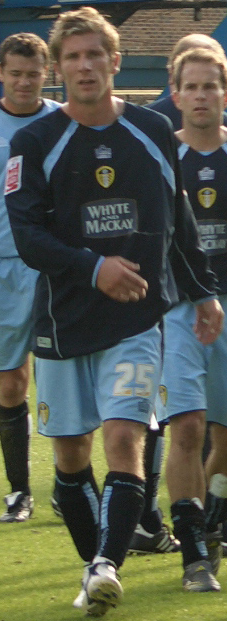
Cresswell

Richard Paul Wesley Cresswell (född 20 september 1977 i Bridlington, England) är en engelsk fotbollsspelare, för närvarande i League Two-klubben York City. Cresswell spelar som center forward (anfallare). Han har tidigare i sin karriär spelat bland annat för Mansfield Town, Sheffield Wednesday, Leicester City, Preston North End, Leeds United, Stoke City och Sheffield United.
Cresswell spelade 42 matcher för Stoke säsongen 2007/2008 och gjorde 11 mål.